# ديمتري سوتنيكوف
ديمتري سوتنيكوف (بالروسية: Дмитрий Сергеевич Сотников)؛ (من مواليد 29 مايو 1985) هو سائق راليات روسي. شارك مرتين في رالي داكار.

## الحياة المهنية
ديمتري هو بطل نسخ 2013، و2017, و2021 من رالي طريق الحرير.